# Pterichthyodes
Pterichthyodes — рід антиархових панцирних риб з девонського періоду. Його скам'янілості були виявлені в Шотландії.
Pterichthyodes мали бронювану голову і передню частину тіла, а їхні хвостові кінці були відкриті. Довжина зразків від 20 см до 30 см.